# Liste der Bestände des Dokumentenerbes der Volksrepublik China
Dies ist eine Liste der Bestände des Dokumentenerbes der Volksrepublik China, auf Chinesisch Zhongguo dang’an wenxian yichan genannt (中国档案文献遗产, englisch Chinese Archives Heritage Resources / Archival documents Heritage List – „Dokumentenerbe Archive der Volksrepublik China“ usw.).
Einige sind Teil des UNESCO-Programms Memory of the World (Weltdokumentenerbe).
Die Übersicht ist untergliedert nach den drei bisher erschienenen Listen aus den Jahren 2002, 2003 und 2010.

## Übersicht
(Die chinesischen Angaben wurden pinyinisiert und zum Teil (#) mit weiterführenden Kurzinformationen und Weblinks versehen.)

### I
- 1. Yinwan Hanmu jiandu zhong de Xi Han jun ji dang’an wenshu 尹湾汉墓简牍中的西汉郡级档案文书 Archivdokumente aus der Präfektur der Zeit der Westlichen Han-Dynastie der Bambustäfelchen des Han-Grabes von Yinwan # (web) (web) (web) 江苏连云港东海县尹湾汉墓
- 2. Yutuo Yuandan Gongbu ba da mi jue shouxieben《宇妥•元丹贡布八大密诀》手写本 # Yuthog Yönten Gönpo (G.yu thog Yon tan mgon po)-Manuskript # (web)
- 3. Tangdai Kaiyuan nianjian dang’an 唐代开元年间档案 # Akten der Kaiyuan-Ära der Tang-Dynastie (web)
- 4. Xixiawen Fojing Jixiang bian zhi kou he ben xu 西夏文佛经《吉祥遍至口和本续》# Buddhistisches Auspicious Tantra of All-Reaching Union in Xixia-Schrift # Zwillingspagoden von Baisikou#Die dritte Pagode
- 5. Yuandai dang’an zhongyouguan Xizang guishu wenti dang’an 元代档案中有关西藏归属问题的档案 # (web) # Tibetrelevante Akten aus Archiven der Yuan-Dynastie # Yönten Gyeltshen (yon tan rgyal mtshan)
- 6. Yuandai diqi ren dishi Sangjie Bei gei Taba Bei fengwen 元代第七任帝师桑结贝给塔巴贝的封文 # Sangye Pel, Kaiserlicher Lehrer, Yuan-Dynastie (web)
- 7. Ming Taizu Hongwu ershiwu nian shilu gaoben bufen 《明太祖洪武二十五年实录稿本》(部分) # Manuskript der Annalen (shilu) des 25. Jahres (1392) der Hongwu-Ära des Ming Taizu (web)
- 8. Mingdai Jinshu tiequan 明代“金书铁券” Jinshu tiequan, Ming-Dynastie # (web)
- 9. Mingdai Huizhou tudi chanquan biandong guanli wenshu 明代徽州土地产权变动和管理文书 # (web)(web)
- 10. Mingdai jianchen Yang Jisheng yishu ji houren tici 明代谏臣杨继盛遗书及后人题词 # (web), Yang Jisheng (web)
- 11. Qingdai huangdi dui E’erduosi Menggu wanggong gaofeng 清代皇帝对鄂尔多斯蒙古王公的诰封 # (web), Ordos-Mongolen
- 12. Qingdai yudie 清代玉牒 # (web) (web)
- 13. Qingdai jinbang 清代金榜 # (web) (web)
- 14. Qingdai Song Hao suo zhu Jiao fu peng tai ji yi 清代宋昊所著《剿抚澎台机宜》 # (web)
- 15. Qingdai, minguo Alashan Huoshuote qi dang’an 清代、民国阿拉善霍硕特旗档案 # Alxa; Choschoten
- 16. Guizhou sheng Shuishu wenxian 贵州省“水书”文献 # (web) Shui-Schrift, Guizhou #  (web) (web), (web)
- 17. Bore boluo miduo jing baqian song dang’an wenxian《般若波罗蜜多经八千颂》档案文献 # (web)
- 18. Kangxi, Yongzheng, Qianlong sanchao huangdi Xinjiang Menggu Tuerhute buluo chishu 康熙、雍正、乾隆三朝皇帝给新疆蒙古吐尔扈特部落的敕书 # Torguten, Xinjiang, Kangxi, Yongzheng, Qianlong# (web)
- 19. Qingdai Wudalianchi huoshan penfa Manwen dang’an 清代五大连池火山喷发满文档案 # Wudalianchi-Vulkangruppe, mandschurische Dokumente (web)
- 20. Dasheng shachang chuangban chuqi dang’an 大生纱厂创办初期的档案 # Dasheng-Spinnereien # (web)
- 21. Qingdai Huolu xian Yongbi cun baojiace 清代获鹿县永壁村保甲册 # Kreis Huolu, Dorf Yongbi # (web)
- 22. Qingdai mimi lichu dang’an 清代秘密立储档案 # (web)
- 23. Jiangnan Jiqi zhizao ju dang’an 江南机器制造局档案 Jiangnan Machinery Manufacturing Company # (web) (web)
- 24. Qingdai Ba sheng yunhe quan yuan shuili qingxing zong tu 清代《八省运河泉源水利情形总图》# (web) (web)
- 25. Qingdai Qingyang Maoshi zupu 清代《清漾毛氏族谱》# Genealogie des Mao-Clans von Qingyang, Qing-Zeit # (web) (web)
- 26. Qingdai Jilin gongwen youdi shi ji youjian 清代吉林公文邮递实寄邮件 (web)
- 27. Zhongguo jindai youzheng qiyuan dang’an 中国近代邮政起源档案 (web)
- 28. Hanyeping meitie changkuang youxiangongsi dang’an 汉冶萍煤铁厂矿有限公司档案 # (web)
- 29. Zhongguo beifang diqu zaoqi shanghui dang’an 中国北方地区早期商会档案 (web)
- 30. Tang Shouqian yu Baolu yundong dang’an 汤寿潜与保路运动档案 # Tang Shouqian (1856–1917) # Bewegung zum Schutz der Eisenbahnprojekte / Railway Protection Movement
- 31. Suzhou shanghui dang’an (wanqing bufen) 苏州商会档案(晚清部分) # Archive der Handelskammer von Suzhou (web) (web) (web)
- 32. Lanzhou Huang He tieqiao dang’an 兰州黄河铁桥档案 # Zhongshan-Brücke (Lanzhou) (web)
- 33. Jing Zhang lu gong cuoying《京张路工撮影》# Jing-Zhang tielu 京张铁路 Peking-Zhangjiakou-Bahn # (web) (web) (web)
- 34. Qingdai Jilin Dasheng Wula Bugong shanjie yu jiangjie quantu 清代吉林打牲乌拉捕贡山界与江界全图 # butha ula
- 35. Yunnan huguo shouyi dang’an 云南护国首义档案 # Yunnan Initial Uprising to Protect the Republic (web)
- 36. Sun Zhongshan shouji bo’ai tici 孙中山手迹——“博爱”题词 # Sun Yat-sen
- 37. Zhongshan shougao – Zhi Riben youren Quanyang Yi han gao 中山手稿——致日本友人犬养毅函稿 # Inukai Tsuyoshi
- 38. Zhongshan ling dang’an 中山陵档案 # Sun-Yat-sen-Mausoleum # (web) Zhongshan ling dang’an shiliao xuanbian 中山陵档案史料选编. 南京: 江苏古籍出版社. 1986
- 39. Guangzhou Zhongshan jiniantang jianzhu sheji tuzhi 广州中山纪念堂建筑设计图纸 # Sun Yat-sen Memorial Hall (Guangzhou)
- 40. Minguo shiqi de Zhongguo Xibu kexueyuan dang’an 民国时期的中国西部科学院档案 # (web)
- 41. Qiantang Jiang qiao gongcheng dang’an 钱塘江桥工程档案 # Qiantang-Jiang-Brücke # (web)
- 42. Kangzhan shiqi Huaqiao jigong zhiyuan kangzhan yunshu dang’an 抗战时期华侨机工支援抗战运输档案 #  (web)(web)
- 43. Lao She zhu Si shi tong tang shougao 老舍著《四世同堂》手稿 # Lao She
- 44. Zhou Enlai zongli xiugai de Zhong-Yin zongli lianhe shengming cao’an 周恩来总理修改的中印总理联合声明草案 # Zhou Enlai
- 45. Zhou Enlai zongli zai Ya-Fei huiyi quanti huiyi shang buchong fayan shougao 周恩来总理在亚非会议全体会议上的补充发言手稿 # Zhou Enlai # Asien-Afrika-Konferenz (web)
- 46. Zhonghua renmin gongheguo kaiguo dadian dang’an 中华人民共和国开国大典档案 # Gründungszeremonie der Volksrepublik China (web) (web)
- 47. Naxizu Dongba guji 纳西族东巴古籍 Dokumente zur Dongba-Religion der Naxi
- 48. Yongzhou nüshu dang’an wenxian 永州女书档案文献 Dokumente zur Frauenschrift von Yongzhou

### II
- 1. Ligui 利簋 # (web) Ligui 利簋
- 2. Yanqi – Qiuciwen wenxian 焉耆——龟兹文文献 # Yanqi-Kucha-Schrift # Tocharisch # (web) (web)
- 3. Tangdai Jinfeng tongyin dang’an wenxian 唐代“谨封”铜印档案文献 # (web)
- 4. Mingdai Hongwu huangdi bangei shuo si gong shijian de shengzhi 明代洪武皇帝颁给搠思公失监的圣旨 # Hongwu (web)
- 5. Da Ming hunyitu 大明混一图 Da Ming Hun Yi Tu # (web)
- 6. Yongle dadian《永乐大典》# Yongle dadian
- 7. Mingdai Huizhou Jiangshi jiazu Fenjia jiushu 明代徽州江氏家族分家阄书 # Jiang-Clan, Huizhou, Ming-Dynastie (web)
- 8. Qi Jiguang qianpi de shenwen 戚继光签批的申文 # Qi Jiguang
- 9. Shijia zuzong huaxiang ji zhuanji, tiba 史家祖宗画像及传记、题跋 # (web)
- 10. Yizu wenxian dang’an 彝族文献档案 # Dokumente der Yi # (web)
- 11. Qingchu shixi wangti gaoming 清初世袭罔替诰命 (web)
- 12. Qingdai Sichuan Nanbu xian yamen dang’an wenxian 清代四川南部县衙门档案文献 Yamen-Akten aus dem Kreis Nanbu, Sichuan, Qing-Dynastie
- 13. Sichuan Zigong yanye qiyue dang’an wenxian 四川自贡盐业契约档案文献, Salzindustrie, Zigong, Sichuan
- 14. Qingdai Yangshi Lei tudang 清代样式雷图档 # Yang Shilei Architectural Archives, (web) (web) Yangshi Lei
- 15. Changlu yanwu dang’an 长芦盐务档案 Changlu-Salzproduktion
- 16. Yingguo guowang Qiaozhi sanshi zhi Qianlong huangdi xin 英国国王乔治三世致乾隆皇帝信 Georg III. (Vereinigtes Königreich), Qianlong
- 17. Lin Zexu, Deng Tingzhen, Yi Liang hezou Humen xiaoyan wanjun zhe 林则徐、邓廷桢、怡良合奏虎门销烟完竣折 # Lin Zexu, Deng Tingzhen, Yi Liang, Opiumverbrennung in Humen (web)
- 18. Rishengchang piaohao, yinhao dang’an wenxian “日升昌”票号、银号档案文献 # Rishengchang-Geldinstitut
- 19. Tulin guying zupu 图琳固英族谱 # (web)
- 20. Jianghanguan dang’an wenxian 江汉关档案文献 # (web)
- 21. Qingdai monian zhi Zhonghua renmin gongheguo chengli qian Jiulong guan guanxia diqu tu 清代末年至中华人民共和国成立前九龙关管辖地区图 # Kowloon-Zoll (web)
- 22. Kunming jiao’an yu Yunnan qi fu kuang quan sangshi jiqi shouhui dang'an wenxian 昆明教案与云南七府矿权的丧失及其收回档案文献 Missionary Case in Kunming and Struggle for Mineral Rights of Seven Prefectures in Yunnan Province
- 23. Tulufan Weiwuer jun wang Emin huozhuo jiqi houyi jiapu 吐鲁番维吾尔郡王额敏和卓及其后裔家谱 # Turfan, Uiguren Emin Khoja
- 24. Shanghai zongshanghui dang’an 上海总商会档案 # Shanghai General Chamber of Commerce  (web)
- 25. Qingdai Neimenggu kenwu dang’an 清代内蒙古垦务档案
- 26. Daqingguo zhi Helanguo guo shu 大清国致荷兰国国书 (web), Qing-Dynastie, Holland
- 27. Qingdai Hulan fu Hunyin banfa dang'an wenxian 清代呼兰府《婚姻办法》档案文献 # (web) (web)
- 28. Sun Zhongshan Nanjing linshizhengfu dang'an shiliao 孙中山与南京临时政府档案史料 Sun Yat-sen, Übergangsregierung in Nanjing (web)
- 29. Qing Xuantong huangdi Pu Yi tuiwei zhaoshu 清宣统皇帝溥仪退位诏书 # Pu Yi, Wohlwollender Vertrag (web)
- 30. Han Guojun Peng liao han zha dang’an wenxian 韩国钧《朋僚函札》档案文献 # (web)
- 31. Gongchandang xuanyan Zhongwen shou yiben 《共产党宣言》中文首译本 # Kommunistisches Manifest (web)
- 32. Bose qiyi dang’an shiliao 百色起义档案史料 Archivmaterial zum Bose-Aufstand
- 33. Changzheng shiliao 长征史料 # Historische Materialien zum Langen Marsch (web)
- 34. Xian Xinghai Huang He dahechang shougao 冼星海《黄河大合唱》手稿 # Xian Xinghai, Kantate vom Gelben Fluss (Huang He dahechang), Manuskript
- 35. Minjian yinyuejia A Bing 6 shou yuequ yuanshi luyin 民间音乐家阿炳6首乐曲原始录音 # Sechs Originalaufnahmen des Volksmusikers A Bing

### III
- 1. Sichuan sheng Liang Shan Yizu zizhi zhou bimo wenxian 四川省凉山彝族自治州毕摩文献 Dokumente der Bimo-Religion aus dem Autonomen Bezirk Liangshan der Yi, Sichuan
- 2. Dunhuang xiejing 敦煌写经 Manuskripte aus Dunhuang
- 3. Xinkan Huangdi neijing《新刊黄帝内经》# Huangdi neijing
- 4. Bencao Gangmu Jinling ban yuan keben《本草纲目》(金陵版原刻本) Jinling-Ausgabe des Bencao gangmu
- 5. Jinbing wenshu 锦屏文书 Forstverwaltungsabkommen
- 6. Qingchu Manwen mupai 清初满文木牌 # Mandschurische Holztäfelchen-Texte vom Anfang der Qing-Dynastie # (web) (Memento vom 4. März 2016 im Internet Archive)
- 7. Qingdai Zhuangfei cewen 清代庄妃册文 (web)
- 8. Yongzheng Huangdi wei zhipai Kangjinai banli Zang wu shi gei Dalai Lama de chi yu 雍正皇帝为指派康济乃办理藏务事给达赖喇嘛的敕谕 # Yongzheng, Khangchenne, Kelsang Gyatsho (Dalai Lama)
- 9. Qingdai Sichuan Baxian dang’an zhong minsu dang’an wenxian 清代四川巴县档案中的民俗档案文献 (ehemaliger) Kreis Ba (chin. 巴县 „Baxian“), heute Stadtbezirk Banan (巴南区), Sichuan, Qing-Dynastie
- 10. Jiaqing huangdi wei queli Dalai lingtong shi Banchan huofo chiyu 嘉庆皇帝为确立达赖灵童事给班禅活佛的敕谕 Jiaqing, Bestimmung des Seelenkindes (lingtong) des Dalai Lama, Penchen Lama
- 11. Qiaopi dang’an 侨批档案 Briefe von Überseechinesen nach China (web)
- 12. Qingchao Tongzhi nianjian huizhi Liu sheng Huang He di gong sao ba qingxing zong tu 清朝同治年间绘制的《六省黄河堤工埽坝情形总图》The Yellow River Embankment Map for Six Provinces (web)
- 13. Qingdai Heilongjiang Man Han wen yu tu tu shuo (Tongzhi nianjian) 清代黑龙江通省满汉文舆图图说(同治年间) (web)
- 14. Qingdai Heilongjiang difang Elunchunzu Manwen huji dang’an wenxian (Tongzhi, Guangxu nianjian) 清代黑龙江地方鄂伦春族满文户籍档案文献(同治、光绪年间) Qing-Dynastie, Heilongjiang, Oroqen, mandschurische huji (Familienstammbücher)
- 15. Li Hongzhang zai Tianjin chouban yangwu dang’an wenxian 李鸿章在天津筹办洋务档案文献 Li Hongzhang, Tianjin
- 16. Qingmo Yunnan wei jin zhong da yan chang sang mian tuixing shi ye dang’an wenxian 清末云南为禁种大烟倡种桑棉推行实业档案文献
- 17. Yanchang youkuang guanli ju Yan 1 jing (lushang diyi kou youjing) zhuanti dang’an 延长油矿管理局“延1井”(陆上第一口油井)专题档案
- 18. Shanxi shangban quansheng bao jin kuang wu youxian zong gongsi dang’an wenxian 山西商办全省保晋矿务有限总公司档案文献
- 19. Suzhou shimin gongshe dang’an 苏州市民公社档案 (web)
- 20. Wanqing, Minguo shiqi baizhong chang shoudi fang baozhi 晚清、民国时期百种常熟地方报纸 # (web)
- 21. Xinhai geming Wuchang qiyi dang’an wenxian 辛亥革命武昌起义档案文献 # Wuchang-Aufstand # (web)
- 22. Zhejun dudufu Tang Shouqian hangao dang’an 浙军都督府汤寿潜函稿档案 # (web) # Tang Shouqian
- 23. Minguo shiqi choubei Sanxia gongcheng zhuanti dang’an 民国时期筹备三峡工程专题档案
- 24. Sun Zhongshan zangli jilu dianying yuanshi wenxian 孙中山葬礼纪录电影原始文献
- 25. Bayi Nanchang qiyi dang’an wenxian 八一南昌起义档案文献 # Nanchang-Aufstand
- 26. Nanjing guomin zhengfu shangbiao ju shangbiao zhuce dang’an 南京国民政府商标局商标注册档案
- 27. Xiang E Gan sheng gongnongbing yinhang faxing huobi piaoquan 湘鄂赣省工农兵银行发行的货币票券 # (web)
- 28. Qinhua Rijun Nanjing datusha xiangguan zhuanti dang'an (wu zu) 侵华日军南京大屠杀相关专题档案(五组) # Massaker von Nanjing (web)
- 29. Mao Dun zhendang: Riji, Huiyi lu, Bufen xiaoshuo ji Shuxin, suibi deng shougao 茅盾珍档——日记、回忆录、部分小说及书信、随笔等手稿
- 30. Zhejiang Kang-Ri jun min jiuhu yu xian meng jun dang'an yi bu 浙江抗日军民救护遇险盟军档案 伊布 # (web)